# (4107) Rufino
(4107) Rufino est un astéroïde de la ceinture principale.

## Description
(4107) Rufino est un astéroïde de la ceinture principale. Il fut découvert le 7 avril 1989 à l'Observatoire Palomar par Eleanor Francis Helin. Il présente une orbite caractérisée par un demi-grand axe de 2,56 UA, une excentricité de 0,20 et une inclinaison de 17,5° par rapport à l'écliptique.

## Compléments